# Sinularia corpulenta
Sinularia corpulenta is een zachte koraalsoort uit de familie Alcyoniidae. De koraalsoort komt uit het geslacht Sinularia. Sinularia corpulenta werd in 1982 voor het eerst wetenschappelijk beschreven door Li Chupu. 